# Stanisław Radwański

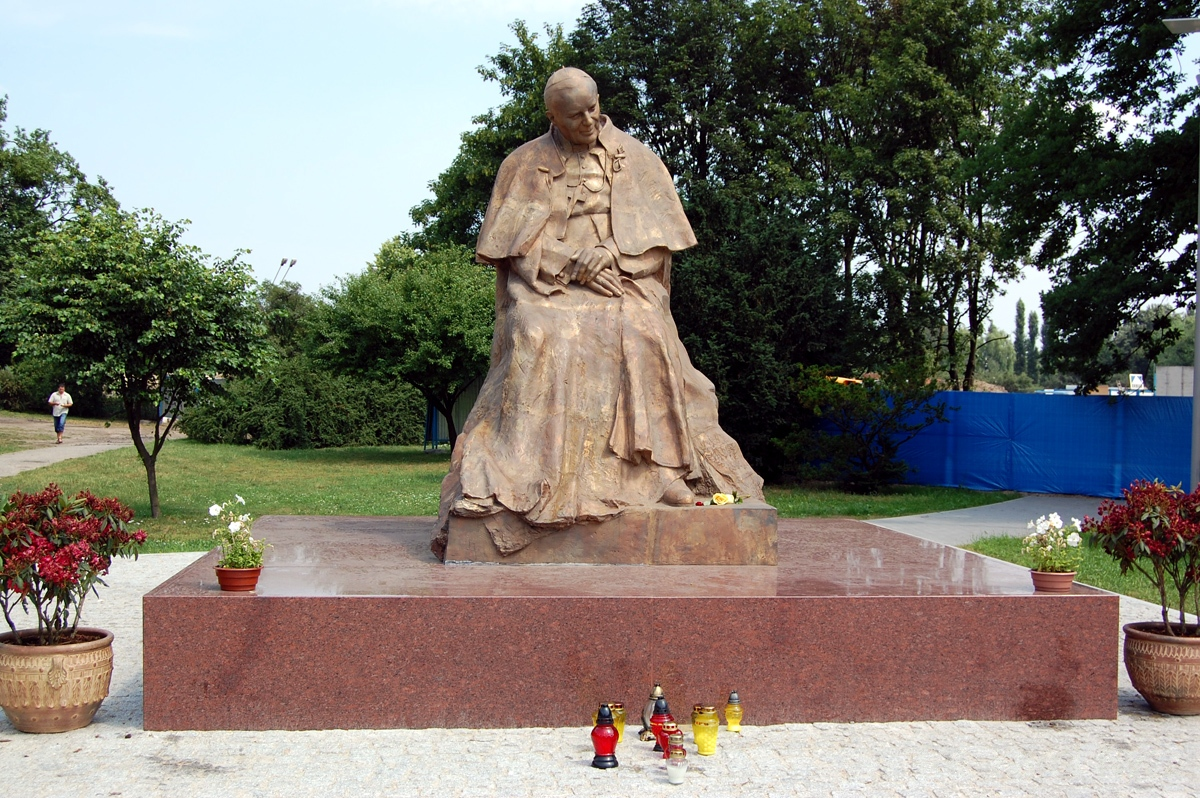
Stanisław Radwański, Toruń, pomnik Jana Pawła II na terenie Jordanek

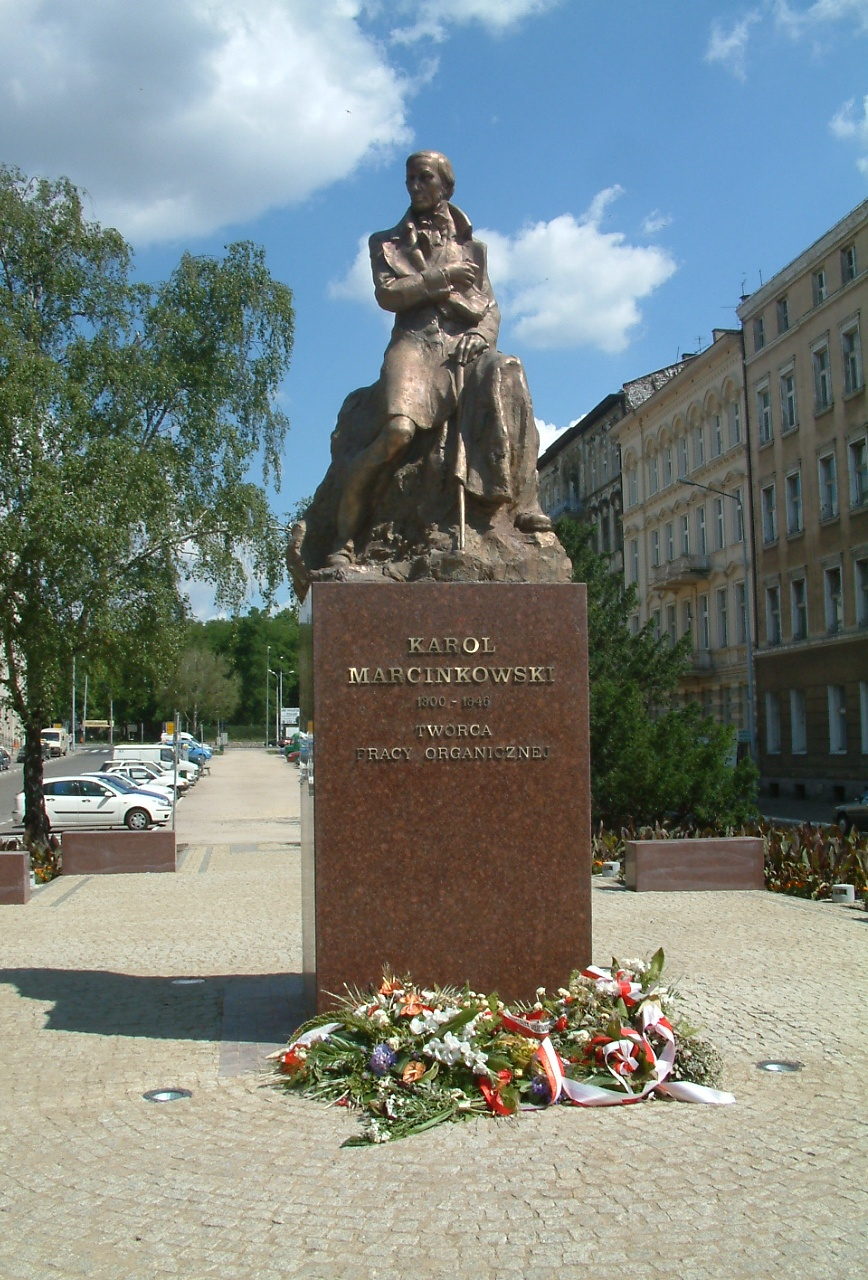
Pomnik K. Marcinkowskiego na Alejach Marcinkowskiego w Poznaniu

Stanisław Radwański (ur. 5 lipca 1941 w Poturzynie) – polski rzeźbiarz, malarz, rektor PWSSP w Gdańsku (ASP).

## Życiorys
Urodził się w rodzinie Witalisa, żołnierza Armii Krajowej, po wojnie pracownika drukarni, i Genowefy z domu Chmielewskiej. Ukończył w 1961 Państwowe Liceum Plastyczne w Gdyni-Orłowie. Studiował na Wydziale Rzeźby w gdańskiej Państwowej Wyższej Szkole Sztuk Plastycznych. Dyplom z wyróżnieniem uzyskał w 1968 w pracowni Stanisława Horno-Popławskiego. Od 1973 do 2011 pracował na macierzystej uczelni. W latach 1981–1983 był prodziekanem, w latach 1983–1987 i 1987–1990 dziekanem Wydziału Rzeźby. Od 1990 do 1996 pełnił funkcję rektora. Profesor, kierownik Katedry Rzeźby na Wydziale Rzeźby. Od 1990 profesor nadzwyczajny, od 1995 profesor zwyczajny.
Ponadto w latach 1971–1973 pracował jako nauczyciel wychowania plastycznego w III Liceum Ogólnokształcącym w Gdańsku, a w 1996 prowadził Pracownię Rzeźby na Radford University w Wirginii (USA).
W latach 1996–2002 był członkiem Rady Wyższego Szkolnictwa Artystycznego przy Ministerstwie Kultury i Sztuki, od 2002 ekspertem w Komisji Akredytacyjnej przy Ministerstwie Edukacji Narodowej, a od 2003 wchodził w skład Centralnej Komisji ds. Stopni i Tytułów Naukowych przy Ministerstwie Edukacji Narodowej. Członek Kapituły Nagrody im. św. Brata Alberta i Kapituły Nagrody im. Kwiatkowskiego. Przez dwie kadencje zasiadał w Radzie Artystycznej Centrum Rzeźby Polskiej w Orońsku.

## Ważniejsze realizacje
- w 1964 Pomnik Obrońców Wybrzeża na Westerplatte (jest jednym z 7 rzeźbiarzy, obok, między innymi, Zbigniewa Erszkowskiego, Józefa Galicy i Czesława Gajdy, których uznaje się za jego głównych autorów)

- w 1984 Pomnik Jacka Malczewskiego w Radomiu
- w 1984 rzeźby dla Opery Bałtyckiej w Gdańsku Wrzeszczu i Filharmonii Pomorskiej im. Ignacego Jana Paderewskiego w Bydgoszczy
- w 2000 r. projekt wielkiego ołtarza głównego z bursztynu wraz z zespołem dużych rzeźb z brązu dla bazyliki św. Brygidy w Gdańsku
- w 2005 pomnik Karola Marcinkowskiego w Poznaniu
- w 2007 pomnik Jana Pawła II w Toruniu[4]
- rzeźby plenerowe w Kościerzynie, Lublinie, Ostromecku, Avallon i Oleron we Francji

## Wystawy indywidualne (wybór)
- 1962 – Klub PAX, Gdańsk (wystawa malarska)
- 1963 – Gdańsk (wystawa malarska)
- 1964 – Klub studencki Medyk, Gdańsk (wystawa malarska)
- 1968 – BWA, Koszalin (wystawa malarska)
- 1971 – objazdowa wystawa malarstwa, BWA, Sopot, Hel, Malbork (wystawa malarska)
- 1978 – BWA, Lublin
- 1982 – Bonn, RFN
- 1983 – Siegburg, RFN
- 1984 – Langenfeld, RFN
- 1985 – Paryż, Francja
- 1987 – BWA, Gdańsk
- 1987 – Kolonia, RFN
- 2003 – Galeria Uniwersytecka, Cieszyn
- 2011 – XIX Mały Festiwal Form Artystycznych w Małej Galerii, Nowy Sącz
- 2013 – Muzeum Diecezjalne, Pelplin
- 2013 – Galeria Refektarz, Kartuzy
- 2021 – Zbrojownia Sztuki, Gdańsk

Źródło:.

## Życie prywatne
Mąż Ewy z domu Tyszkiewicz, ojciec Rafała (ur. 1967), krytyka sztuki, dziennikarza.

## Ordery i odznaczenia
- Krzyż Kawalerski Orderu Odrodzenia Polski (2005)[5][6]
- Złoty Krzyż Zasługi (18 stycznia 1996)[1]
- Srebrny Krzyż Zasługi (1985)[6]
- Medal 100-lecia Odzyskania Niepodległości (2018)[2]
- Złoty Medal „Zasłużony Kulturze Gloria Artis” (17 sierpnia 2021)[7][8]
- Srebrny Medal „Zasłużony Kulturze Gloria Artis” (26 stycznia 2012)[7]
- Medal za Zasługi dla miasta Radomia (1985)[3]

## Nagrody
- Nagroda Rektora PWSSP w Gdańsku za opracowanie i wykonanie modeli rzeźbiarskich dla Ratusza Głównego Miasta Gdańska (1970)
- nagroda za projekt formy przestrzennej w Sulęczynie (1973)
- Nagroda Rektora PWSSP w Gdańsku za organizację pleneru w Pińczowie (1980)
- Nagroda Rektora PWSSP w Gdańsku (zespołowa) (1980)
- Nagroda Rektora PWSSP w Gdańsku (1981)
- Nagroda Ministerstwa Kultury i Sztuki II stopnia (1982)
- Nagroda Rektora PWSSP w Gdańsku za pomnik Jacka Malczewskiego w Radomiu (1983)
- Nagroda Rektora PWSSP w Gdańsku I stopnia (1985)
- Nagroda Artystyczna Gdańskiego Towarzystwa Przyjaciół Sztuki (1987)[2]
- Nagroda Rektora PWSSP w Gdańsku I stopnia (1987)
- Nagroda Rektora ASP w Gdańsku I stopnia (1997)
- Nagroda Prezydenta Miasta Gdańska w Dziedzinie Kultury za całokształt pracy twórczej oraz z okazji jubileuszu 70. urodzin (2011)[9]

Źródło:.